# Q-Carbon
Il Q-carbon è un allotropo del carbonio. Presenta proprietà ferromagnetiche, conduttrici, ottiche. È in grado di emettere luce se esposto a bassi livelli energetici, ha bassi costi di produzione ed è stato dichiarato abbia una durezza superiore al diamante.

## Storia
La sua scoperta è stata annunciata nel 2015 presso la North Carolina State University.